# غاي ميشيل لانديل
غاي ميشيل لانديل (بالفرنسية: Guy-Michel Landel)‏ (مواليد 7 يوليو 1990) هو لاعب كرة قدم غيني يلعب حاليًا لصالح نادي أوردوسبور.

## روابط خارجية
- غاي ميشيل لانديل على موقع اتحاد تركيا (لاعب) (الإنجليزية)
- غاي ميشيل لانديل على موقع قاعدة بيانات كرة القدم.إي يو (الإنجليزية)
- غاي ميشيل لانديل على موقع ناشيونال فوتبول تيمز (الإنجليزية)
- غاي ميشيل لانديل على موقع Soccerway.com (الإنجليزية)
- غاي ميشيل لانديل على موقع عالم كرة القدم.نت (الإنجليزية)
- غاي ميشيل لانديل على موقع كووورة

- صفحة اللاعب على سو فوت